# Красно-Пахорская волость
Красно-Пахорская волость — административно-территориальная единица в составе Подольского уезда Московской губернии Российской империи и РСФСР. Центром волости была деревня Красная Пахра (ныне в Троицком административном округе Москвы). 21 мая 1928 года был образован р.п. Троицкий. После упразднения волости в 1929 году её территория отошла к Красно-Пахорскому району Московского округа Московской области.

## Население
По данным на 1890 год в волости проживало 8536 человек, а к 1926 году — 9510 человек.